# Đại dịch COVID-19 tại Quần đảo Åland
Đại dịch COVID-19 đã được xác nhận đã đến khu vực tự trị nói tiếng Thụy Điển của Quần đảo Åland vào tháng 3 năm 2020.

## Dòng thời gian
Vào ngày 22 tháng 3, trường hợp đầu tiên ở Quần đảo Åland đã được xác nhận.